# Божаволя (герб)
Божаволя (пол. Bożawola, Bojnar, Boża Wola, Божья Воля)  — полугласный польский дворянский герб.

## Описание
В Гербовнике дворянских родов Царства Польского имеются два герба данного имени:
1. Герб Божаволя: в голубом поле подкова передком вверх. На передке и в подкове по серебряному кавалерскому кресту. Внизу золотой полумесяц, рогами вверх. В навершие шлема три страусовых пера.
2. Герб Божаволя II: в красном поле подкова передком вверх. На передке и в подкове по серебряному кавалеристскому кресту. В навершие шлема дворянская корона[1].

Герб Божаволя (употребляют: Гонсецкие, Гурские, Коморовские, Ровинские, Ржечковские).

## История
Начало этого герба относят к XII веку .

## Герб используют
Артынские (Artynski), Бахматовичи (Bachmatowicz), Баньковские (Bankowski), Хростница (Chrostnica), Друшкевичи (Druszkiewicz), Дзюс, Гонсецкие (Gasecki), Гурские (Gorski), Госциминские (Gosciminski), Госцимирские (Goscimirski), Емелицкие (Jemielicki), Емельские (Jemielski), Колупайло (Kolupajlo), Коморовские (Komorowski), Косциминские (Kosciminski), Мацкевичи (Mackiewicz), Мадыовские (Madyowski), Ольштынские (Olsztynski na Olsztynie), Островец (Ostrowiec), Познаньские (Poznanski), Радзиминские (Radziminski), Реймунт (Reymunt, Rejmunt), Романовские (Romanowski), Ровенские (Ровинские, Rowinski), Ржечковские (Rzeczkowski), Седлецкие (Siedlecki), Сесицкие (Siesicki), Щирские (Szczyrski).
Божаволя IIПознанские.